# Episodi di Good Girls (quarta stagione)
La quarta ed ultima stagione della serie televisiva Good Girls, composta da 16 episodi, è stata trasmessa in prima visione negli Stati Uniti d'America sulla NBC, dal 7 marzo 2021 al 22 luglio 2021. 
In Italia la stagione è stata pubblicata il 31 agosto 2021 su Netflix.
| nº | Titolo originale           | Titolo italiano              | Prima TV USA   | Pubblicazione Italia |
| -- | -------------------------- | ---------------------------- | -------------- | -------------------- |
| 1  | One Night in Bangkok       | Una notte a Bangkok          | 7 marzo 2021   | 31 agosto 2021       |
| 2  | Big Kahuna                 | Big Kahuna                   | 14 marzo 2021  | 31 agosto 2021       |
| 3  | Fall Guy                   | Prestanome                   | 21 marzo 2021  | 31 agosto 2021       |
| 4  | Dave                       | Dave                         | 28 marzo 2021  | 31 agosto 2021       |
| 5  | The Banker                 | Il banchiere                 | 11 aprile 2021 | 31 agosto 2021       |
| 6  | Grandma Loves Grisham      | Nonna adora Grisham          | 18 aprile 2021 | 31 agosto 2021       |
| 7  | Carolyn with a Y           | Carolyn con la Y             | 2 maggio 2021  | 31 agosto 2021       |
| 8  | Broken Toys                | Giocattoli rotti             | 9 maggio 2021  | 31 agosto 2021       |
| 9  | Chef Boyardee              | Roba buona                   | 16 maggio 2021 | 31 agosto 2021       |
| 10 | Strong Hearts Strong Sales | Grandi cuori, grandi vendite | 24 giugno 2021 | 31 agosto 2021       |
| 11 | Put It all on Two          | Puntiamo tutto sul due       | 24 giugno 2021 | 31 agosto 2021       |
| 12 | Family First               | Prima la famiglia            | 1 luglio 2021  | 31 agosto 2021       |
| 13 | You                        | Tu                           | 8 luglio 2021  | 31 agosto 2021       |
| 14 | Thank You for Your Support | Ti ringrazio del supporto    | 15 luglio 2021 | 31 agosto 2021       |
| 15 | We're Even                 | Siamo pari                   | 22 luglio 2021 | 31 agosto 2021       |
| 16 | Nevada                     | Nevada                       | 22 luglio 2021 | 31 agosto 2021       |